# 朱膺鉋
沙陽端靖王朱膺鉋（1463年—1514年9月6日），明朝岷順王朱音埑嫡五子，母亲是王妃汤氏。

## 生平
成化三年（1467年）十二月赐名。
成化十三年（1477年）四月，明憲宗遣寧陽侯陳瑛、駙馬都尉蔡震、楊偉、樊凱、成安伯郭鐄、南寧伯毛文、安順伯薛珤、廣寧伯劉瓘為正使，尚寶司司丞李溥、中書舍人楊泰、兵部郎中宋訥、刑部郎中舒春、工部郎中張達、吏部員外郎陳政、戶部員外郎郝冕、禮部員外郎趙繕為副使，持節冊封朱膺鉋為沙陽王。
成化十六年（1480年）四月，憲宗命恭順侯吳鑑、懷柔伯施鑑、郭鐄、永順伯薛勛為正使，李溥、中書舍人羅麟、戶部員外郎高弼、禮部員外郎呂㦂為副使，持節冊封南城兵馬副指揮賀鑑的女兒為沙陽王妃。
朱膺鉋的侄子黎山王朱彥兄弟曾經侵犯堂兄安昌王朱彥滵及朱膺鉋宅地，積怨已久，于是互相告發，朱膺鉋又誣陷朱彥私通父妾。明武宗命司禮監太監溫祥、刑部侍郎戈瑄、錦衣指揮韓端前去會同鎮巡官調查，事涉宮闈的令溫祥入府詳審。溫祥等回奏，正德七年（1512年）七月，武宗下詔降朱彥的四弟镇国将军朱彥淮為庶人，革朱彥的三弟镇国将军朱彥汭祿米，朱彥滵、朱彥革三分之二祿米，朱膺鉋革三分之一。
正德九年（1514年）八月，朱膺鉋去世。朝廷輟朝一日，按例賜祭葬，諡端靖。
正德十四年（1519年），其嫡长子朱彦濎袭封。

## 评价
- 《弇山堂别集》卷075：守禮執義，寬樂令終。